# The Mummies
The Mummies è un gruppo musicale statunitense, attivo a partire dagli anni novanta.

## Storia
Il gruppo venne formato nel 1989 a San Francisco; nel 1992 pubblicò il primo album, Never Been Caught, che lo stesso anno venne poi ripubblicato in formato CD con il titolo Fuck CD's e poco dopo il gruppo si sciolse. Sempre nel 1992 venne pubblicata una raccolta dei loro singoli, Play Their Own Records.

## Discografia

### Album in studio
- 1992 - Never Been Caught
- 1994 - Party at Steve's House

### Raccolte
- 1992 - Play Their Own Records
- 2003 - Death By Unga Bunga

## Formazione
- Trent Ruane: voce
- Larry Winther: chitarra
- Maz Kattuah: chitarra
- Russell Quan: batterista